# Pňov-Předhradí
Pňov-Předhradí je obec ležící při levém břehu Labe v okrese Kolín asi 9 km severozápadně od Kolína. Žije zde 617 obyvatel a její katastrální území měří 942 hektarů. V roce 2011 zde bylo evidováno 274 adres.

## Území
Pňov a Předhradí leží v těsném sousedství při silnici I/38 mezi Osečkem a Novou Vsí I – Předhradí severněji, Pňov jižněji. Pošta i obecní úřad sídlí v Pňově, kostel Nanebevzetí Panny Marie se hřbitovem je mezi oběma vesnicemi, na jižním okraji Předhradí. Klipec leží asi jeden kilometr jihozápadně od nich, při silnici III/32911, což je krátká spojka vedoucí téměř souběžně se silnicí I/38. 
V Předhradí odbočuje západním směrem silnice III/32912 na Sokoleč, z Pňova odbočuje na západ místní komunikace do Klipce, v jižní části území obce se odděluje silnice III/3299 do jihozápadního směru do Velimi. Západním okrajem katastrálního území Klipec prochází železniční zkušební okruh Výzkumného ústavu železničního, který silnice III/32912 překonává mostem.

### Pňovský luh a naučná stezka
Východně od Pňova a Předhradí leží Pňovský luh, v něm se nachází jezera a slepá ramena bývalých meandrů Labe, tzv. Staré Labe, což je dnes název potoka, který jimi protéká. Tímto lužním lesem prochází naučná stezka Pňovský luh, která má 11 zastavení. Pňovský luh tvoří společně s nedalekými rezervacemi Libický luh a  Veltrubský luh (obě na druhém, pravém břehu Labe) největší a nejzachovalejší komplex lužních lesů v Čechách.

### Písník „Jezero“
U Předhradí mezi Starým Labem a dnešním Labem leží písník nazývaný jen „Jezero“, který je využívaný ke koupání, sportovnímu rybolovu a pravidelně se zde pořádají také různé akce obce pro děti i dospělé (např. Dětský den, Zahájení prázdnin ad.). U Jezera je také poměrně rozsáhlý sportovně rekreační areál (čtyři hřiště pro plážový volejbal, fotbalové hřiště, dráhy na pétanque, outdoorové hřiště, klubovna, občerstvení), který nepřímo navázal na původní sportoviště Sokola z první republiky.
Územím prochází řada občasně tekoucích kanálů či stružek, z nichž jsou pojmenovány Kupecká a Pňovka. Mezi Pňovem a Klipcem prochází dálkové nadzemní elektrické vedení 400 kV propojující Tušimice a Chvaletice. Přes obec prochází několik pěších turistických značených cest (zelená prochází přes okraj Klipce a přes Pňov, modrá v Pňově navazuje a vede přes Předhradí k přívozu Oseček).

## Historie
Území středního Polabí bylo osídleno již od doby kamenné, jak dokládají některé sídelní a hrobové nálezy v širokém okolí. 
První písemná zmínka o vesnici Pňov pochází z roku 1265, kdy ji prodával Jaroš z Poděhus sestrám Utě a Ludmile k nadání nového kláštera. O vsi Předhradí, jejíž název pochází od polohy před hradištěm Oldříšem, se první písemná zpráva objevuje v roce 1352, tedy již po zániku tohoto hradiště.
V roce 1850 byla obec ustavena pod názvem Pněv. Roku 1910 byla přejmenována na Pňov, od 1. ledna 1969 na Pňov-Předhradí. Od roku 1974 je Pňov evidován jako část obce Pňov-Předhradí. K 1. lednu 1980 bylo Předhradí nově vymezeno jako část obce. Klipec byl v roce 1850 ustaven jako obec Glückzu (podle hesla Klipec) nebo byl osadou obce Pněv (podle hesla Glückzu), od roku 1890 je souběžně uváděn i český název Klipec, po roce 1950 byl Klipec sloučen s Pňovem a od 1. ledna 1980 vymezen jako část obce.
V roce 1869 měla tato trojice vesnic 721 obyvatel, z toho 319 v Pňově (Pněvi), 224 v Předhradí a 178 v Klipci. Maxima počtu obyvatel v období moderních sčítání dosáhla obec v roce 1921, kdy jich měla 1004 (436 Pňov, 304 Předhradí,  265 Klipec), od doby až do sčítání v roce 2001 počet obyvatel průběžně klesal, v roce 2001 jich měla obec 535 (Pňov 323, Předhradí 212, Klipec 91). Počet domů v roce 1869 byl 118 (Pňov 50, Předhradí 35, Klipec 33), maxima dosáhl při sčítání v roce 1950 (245, z toho Pňov 100, Předhradí 82, Klipec 63) a v roce 2001 jich bylo sečteno 193 (Pňov 81, Předhradí 70, Klipec 42).

### Územněsprávní začlenění
Dějiny územněsprávního začleňování zahrnují období od roku 1850 do současnosti. V chronologickém přehledu je uvedena územně administrativní příslušnost obce v roce, kdy ke změně došlo:
- 1850 země česká, kraj Jičín, politický i soudní okres Poděbrady [15]
- 1855 země česká, kraj Čáslav, soudní okres Poděbrady
- 1868 země česká, politický i soudní okres Poděbrady
- 1939 země česká, Oberlandrat Kolín, politický i soudní okres Poděbrady [16]
- 1942 země česká, Oberlandrat Praha, politický i soudní okres Poděbrady [17]
- 1945 země česká, správní i soudní okres Poděbrady [18]
- 1949 Pražský kraj, okres Poděbrady[19]
- 1960 Středočeský kraj, okres Nymburk
- 2003 Středočeský kraj, okres Nymburk, obec s rozšířenou působností Kolín
- 2007 Středočeský kraj, okres Kolín, obec s rozšířenou působností Kolín[20]

### Rok 1932
V obci Pňov (446 obyvatel, četnická stanice) byly v roce 1932 evidovány tyto živnosti a obchody: cukrář, čalouník, 2 hostince, 2 kováři, 2 krejčí, obuvník, rolník, řezník, sedlář, 3 obchody se smíšeným zbožím, spořitelní a záložní spolek pro Pňov, švadlena, trafika, truhlář, zahradnictví.
Ve vsi Předhradí (312 obyvatel, katol. kostel a evang. kostel) byly v roce 1932 evidovány tyto živnosti a obchody: biograf Sokol, výroba cementového zboží, obchod s dobytkem, holič, 2 hostince, kolář, 2 kováři, pekař, pokrývač, porodní asistentka, 2 rolníci, 2 obchody se smíšeným zbožím, spořitelní a záložní spolek v Předhradí.

## Části obce
- Klipec
- Pňov
- Předhradí

Od 1. ledna 1980 do 31. prosince 1991 k obci patřil i Oseček.

## Doprava
Dopravní síť

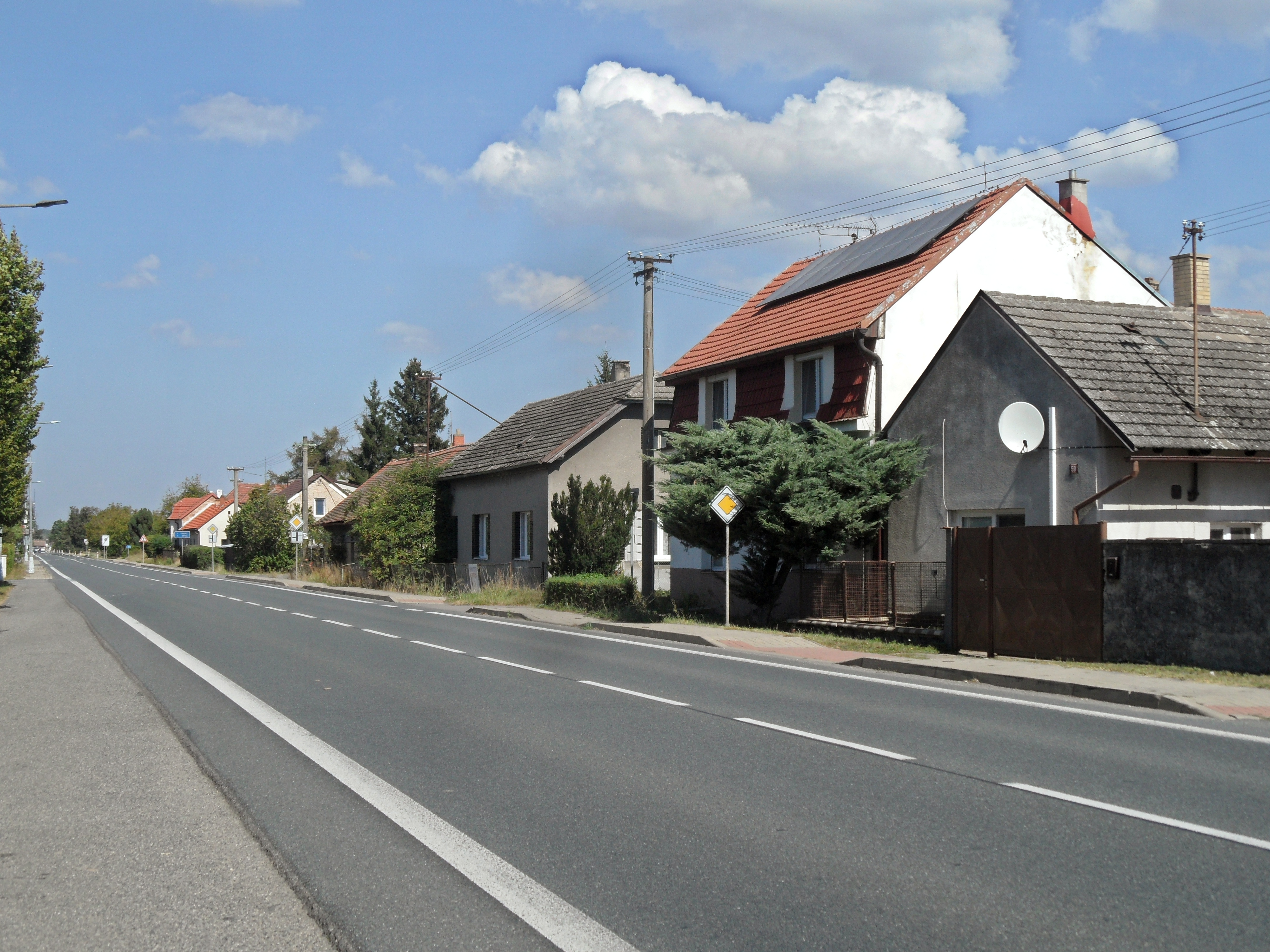
Silnice I/38 v obci (Poděbradská).

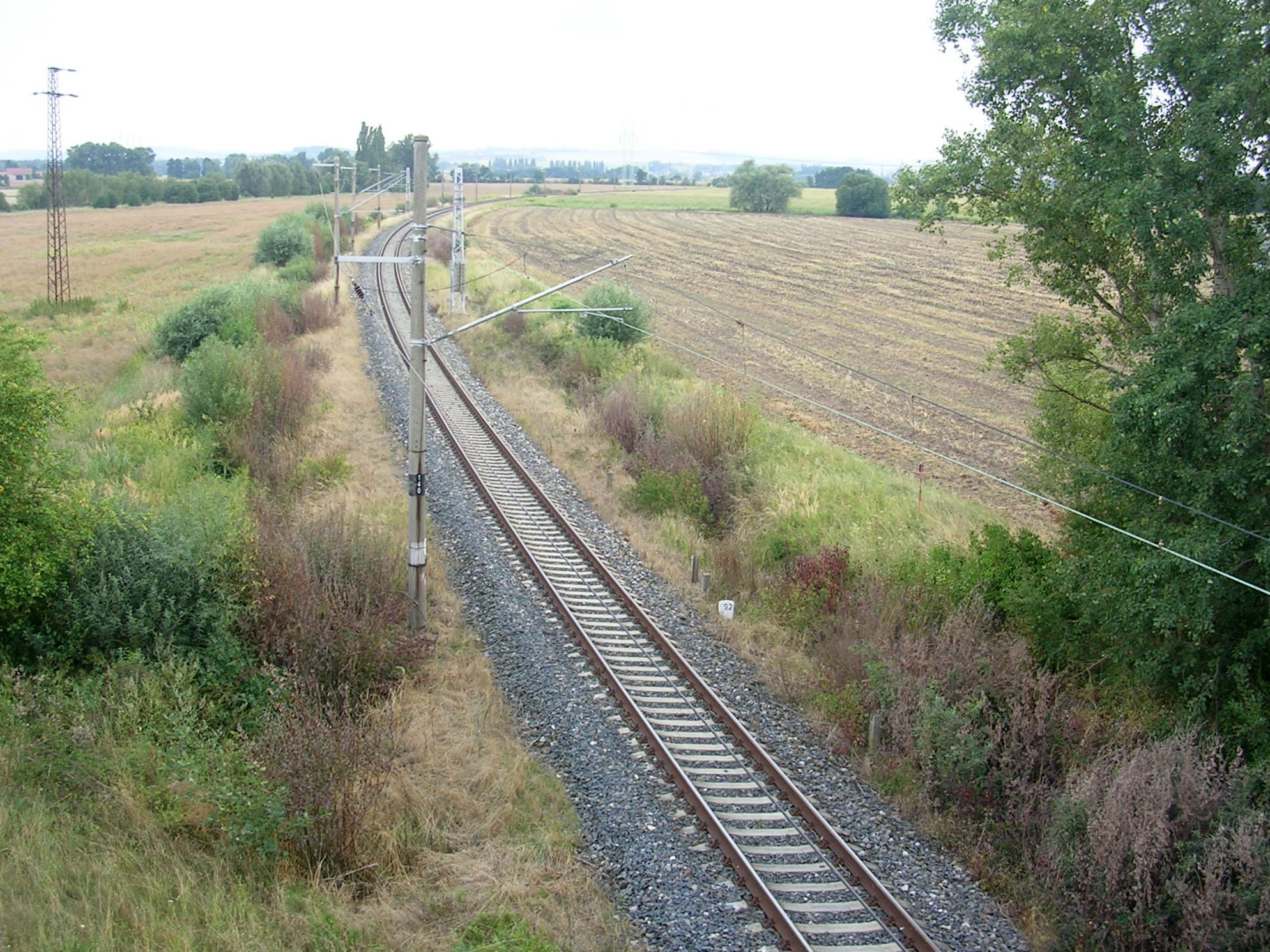
Zkušební železniční okruh v katastrálním území Klipec.

- Pozemní komunikace – Obcí prochází hlavní silnice I/38 Havlíčkův Brod – Kolín – Pňov-Předhradí – Nymburk – Mladá Boleslav: od jihu k severu to v obci jsou ulice Kolínská a Poděbradská (druhá je na obrázku).

- Jen asi 300 metrů od severního okraje katastrálního území obce je malý přívoz Oseček, který umožňuje přepravu osob (včetně kočárků a jízdních kol) z levého na pravý břeh Labe (od přívozu nejbližší obcí na pravém břehu je Velký Osek).

- Železnice – Železniční trať ani stanice na území obce nejsou. Nejbližší železniční stanicí je Velim ve vzdálenosti 3 kilometry přibližně jihozápadním směrem, ležící na trati 011 z Prahy do Kolína, na které osobní vlaky jezdí každou hodinu v pravidelné intervalové dopravě a jako linka S1 je součástí rozšířené Pražské integrované dopravy.

- Na západním okraji obce (katastrální území vesnice Klipec) se rozkládá menší část rozsáhlého železničního zkušebního okruhu Cerhenice, který je součástí Zkušebního centra Velim provozovaného Výzkumným ústavem železničním. Výstavba této uzavřené zkušební trati začala v roce 1960 a první velký okruh byl slavnostně otevřen 5. června 1963. Dva zkušební okruhy (velký a malý) umožňují provádět všechny druhý jízdních a ostatních zkoušek, využívají je nejen české (původně československé) firmy, ale také výrobci železničních vozidel z řady dalších zemí.[24][25]

Veřejná doprava 2011
- Autobusová doprava – V obci měly zastávky příměstské autobusové linky Kolín – Velim – Poděbrady (v pracovních dnech 4 spoje) a Poděbrady-Cerhenice-Pečky (v pracovních dnech 5 spojů) (dopravce Okresní autobusová doprava Kolín).

## Pamětihodnosti
- kostel Nanebevzetí Panny Marie – barokní hřbitovní kostel z 18. století na jižním okraji části Předhradí
- evangelický kostel v Předhradí
- pomník padlým (včetně legionářů) v části Předhradí
- pomník padlým v části Pňov

## Galerie

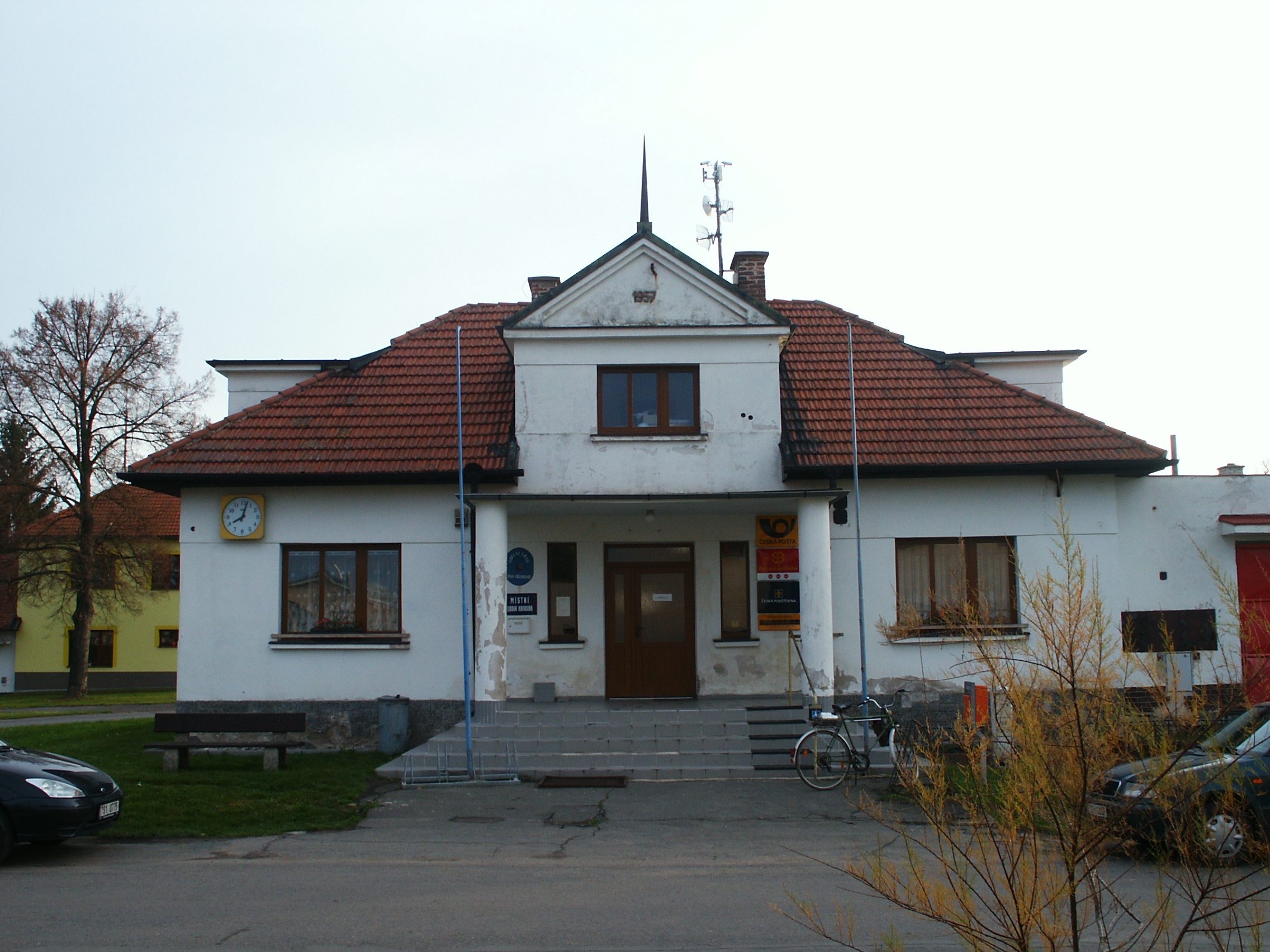
obecní úřad v Pňově
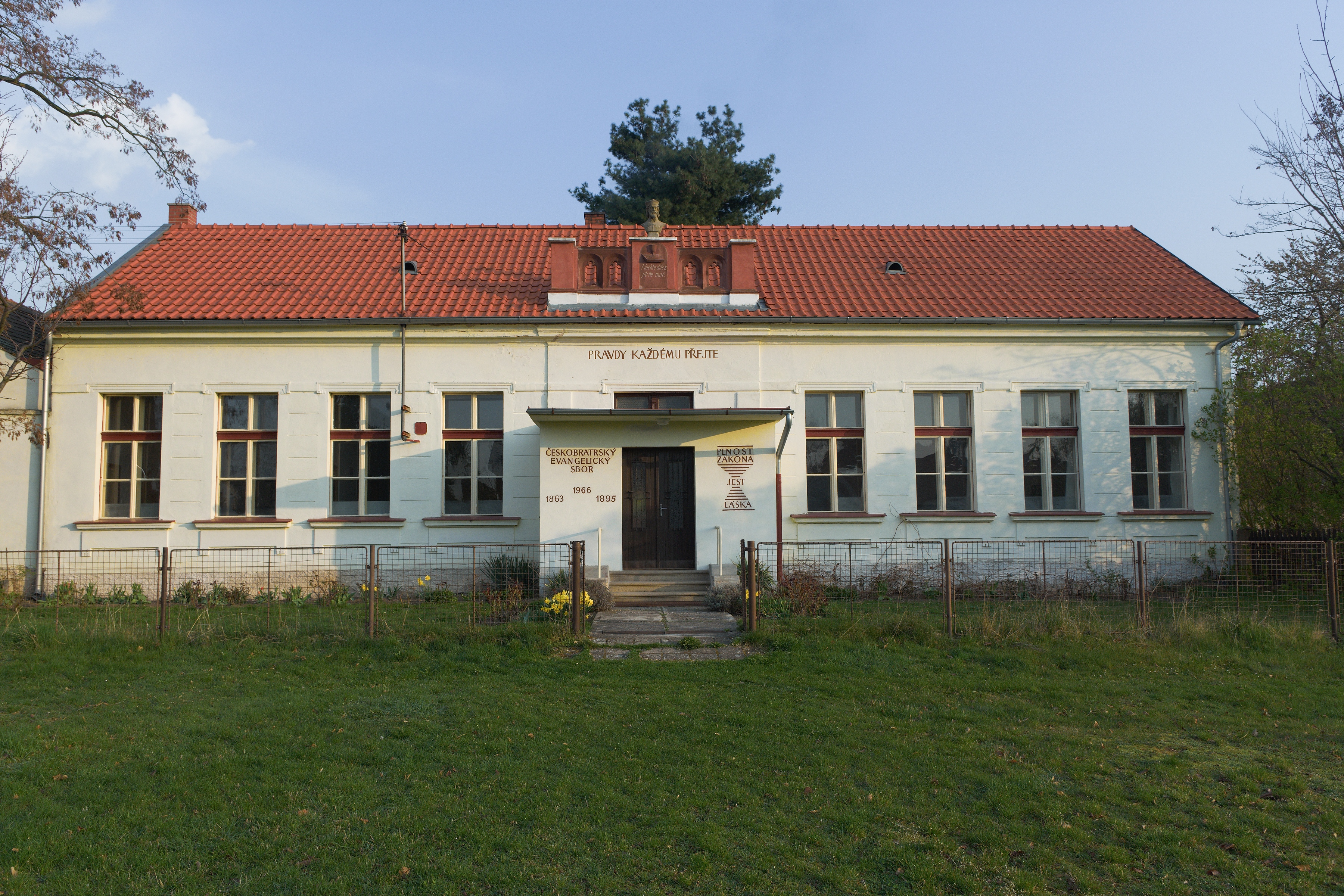
evangelický kostel v Předhradí
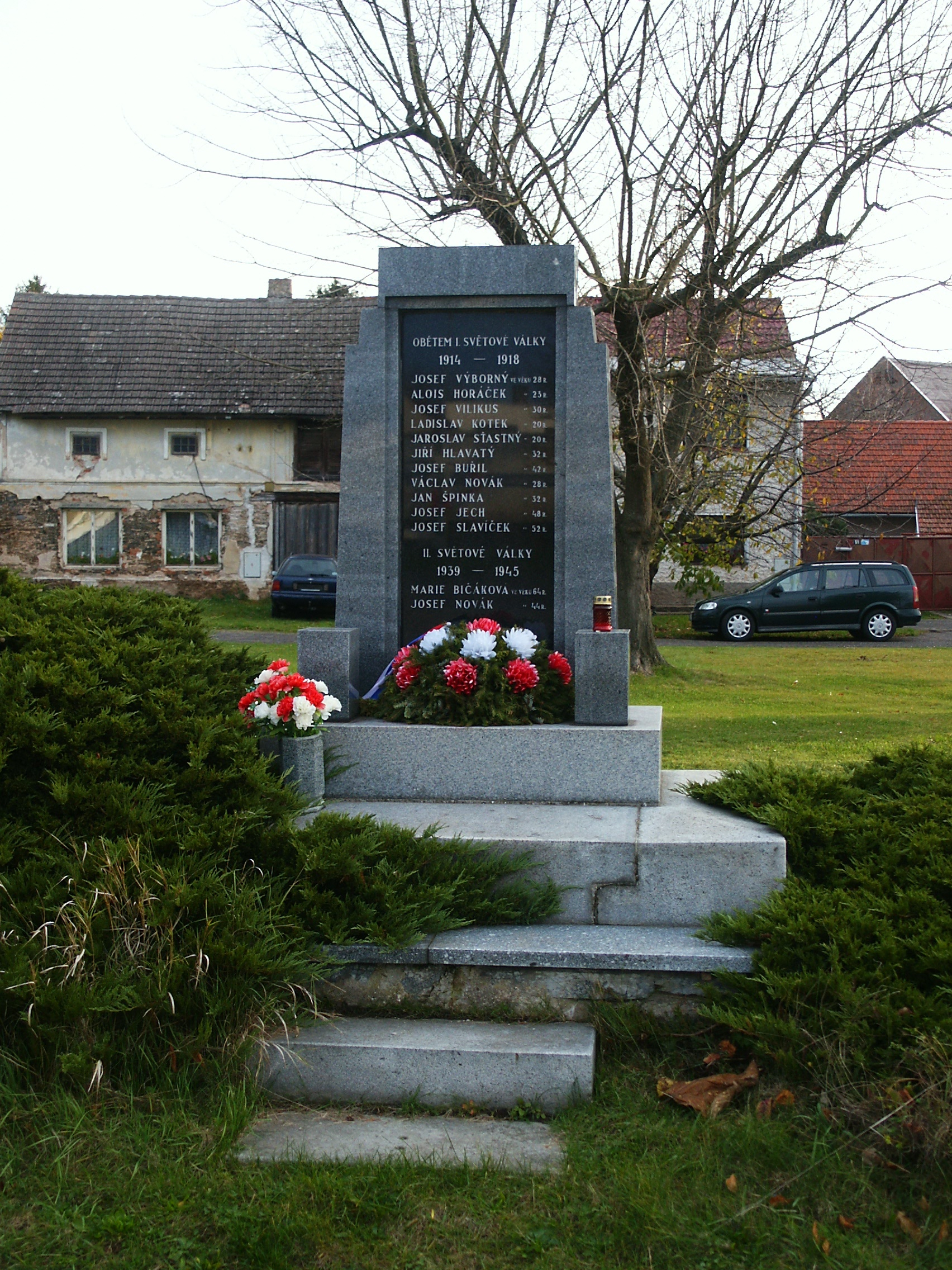
pomník padlým v Pňově
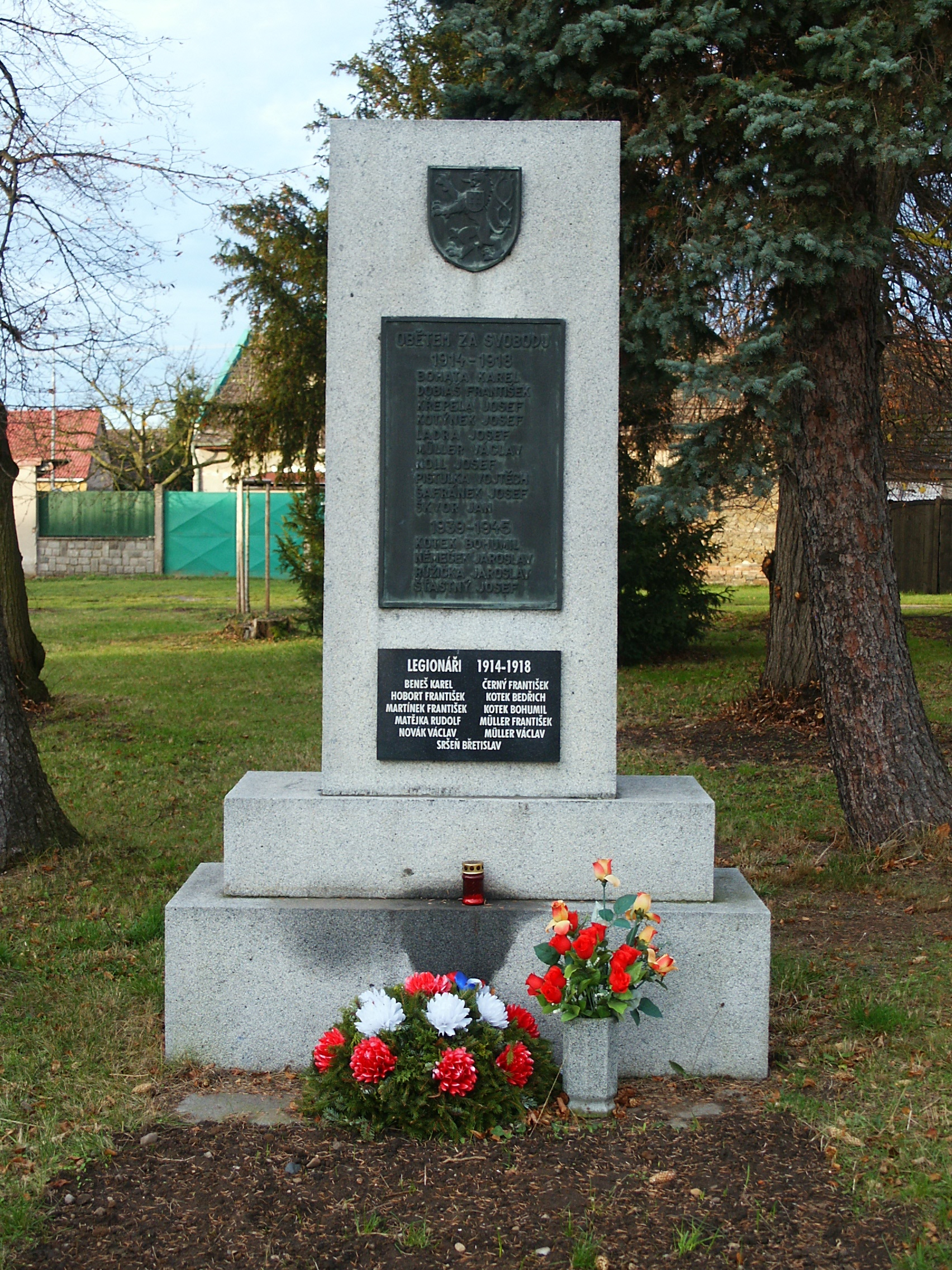
pomník padlým v Předhradí
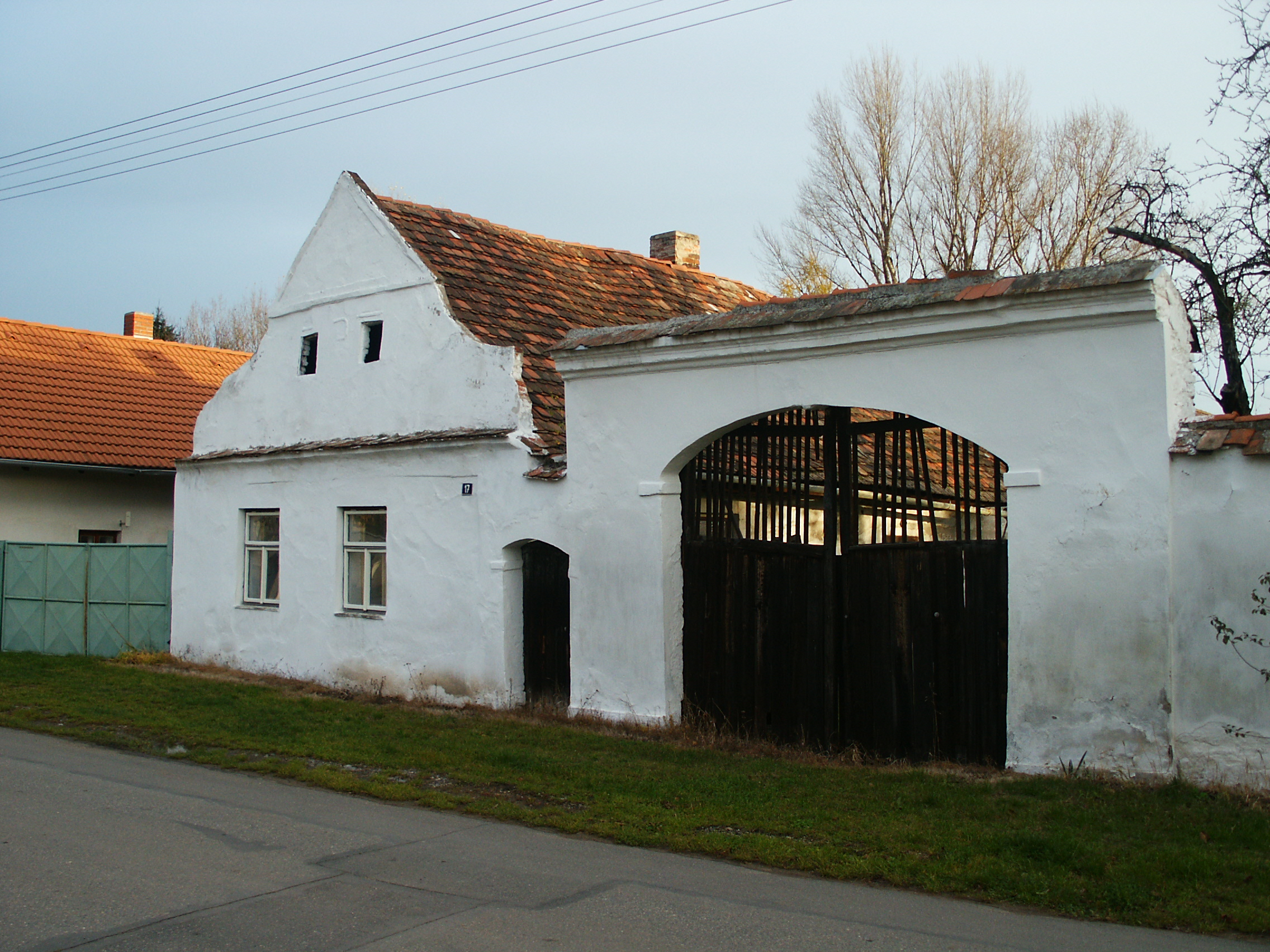
usedlost čp. 17